# Thomas Berger (Badminton)
Thomas Berger (* 22. Januar 1971) ist ein deutscher Badmintonspieler. 

## Karriere
Thomas Berger gewann nach zahlreichen Medaillen im Nachwuchsbereich 1993 seine ersten Medaillen bei den deutschen Meisterschaften der Erwachsenen. 1994 und 1995 folgten weitere Bronzemedaillengewinne. 1996 wurde er deutscher Mannschaftsmeister mit dem SSV Heiligenwald.

## Sportliche Erfolge
| Saison    | Veranstaltung                     | Disziplin    | Platz | Name |
| --------- | --------------------------------- | ------------ | ----- | --- |
| 1984/1985 | Deutsche Einzelmeisterschaft U14  | Herrendoppel | 1     | Michael Helber / Thomas Berger (KSV Baunatal)                                                                                                   |
| 1986/1987 | Deutsche Einzelmeisterschaft U16  | Herrendoppel | 1     | Michael Helber / Thomas Berger (KSV Baunatal)                                                                                                   |
| 1986/1987 | Deutsche Einzelmeisterschaft U16  | Herreneinzel | 2     | Thomas Berger (KSV Baunatal) |
| 1987/1988 | Deutsche Einzelmeisterschaft U18  | Herrendoppel | 1     | Michael Helber / Thomas Berger (KSV Baunatal)                                                                                                   |
| 1988/1989 | Deutsche Einzelmeisterschaft U18  | Mixed        | 1     | Thomas Berger / Karen Stechmann (KSV Baunatal / VfL Stade)                                                                                      |
| 1988/1989 | Deutsche Einzelmeisterschaft U18  | Herreneinzel | 2     | Thomas Berger (KSV Baunatal) |
| 1988/1989 | Deutsche Einzelmeisterschaft U18  | Herrendoppel | 1     | Michael Helber / Thomas Berger (KSV Baunatal)                                                                                                   |
| 1991/1992 | Deutsche Einzelmeisterschaft U22  | Herrendoppel | 1     | Uwe Ossenbrink / Thomas Berger (TuS Wiebelskirchen / SSV Heiligenwald)                                                                          |
| 1991/1992 | Deutsche Einzelmeisterschaft U22  | Herreneinzel | 2     | Thomas Berger (SSV Heiligenwald) |
| 1992/1993 | Deutsche Einzelmeisterschaft U22  | Herrendoppel | 1     | Michael Helber / Thomas Berger (SV Fortuna Regensburg / SSV Heiligenwald)                                                                       |
| 1992/1993 | Deutsche Einzelmeisterschaft U22  | Herreneinzel | 2     | Thomas Berger (SSV Heiligenwald) |
| 1992/1993 | Deutsche Einzelmeisterschaft      | Herrendoppel | 3     | Robert Neumann / Thomas Berger (FC Langenfeld / SSV Heiligenwald)                                                                               |
| 1992/1993 | Deutsche Einzelmeisterschaft      | Herreneinzel | 3     | Thomas Berger (SSV Heiligenwald) |
| 1993/1994 | Deutsche Einzelmeisterschaft      | Herrendoppel | 3     | Thomas Berger / Björn Siegemund (SSV Heiligenwald / TTC Brauweiler)                                                                             |
| 1994/1995 | Deutsche Einzelmeisterschaft      | Herreneinzel | 3     | Thomas Berger (SSV Heiligenwald) |
| 1994/1995 | Deutsche Einzelmeisterschaft      | Herrendoppel | 3     | Volker Eiber / Thomas Berger (SC Bayer 05 Uerdingen / SSV Heiligenwald)                                                                         |
| 1995/1996 | Deutsche Mannschaftsmeisterschaft | Mannschaft   | 1     | SSV Heiligenwald (Hermawan Susanto, Martin Lundgaard Hansen, Martin Kranitz, Thomas Berger, Erica van den Heuvel, Michael Keck, Nicole Grether) |